# Tartu (hạt)
Hạt Tartu (tiếng Estonia: Tartu maakond) hoặc Tartumaa (tiếng Đức: Kreis Dorpat),là một trong 15 hạt của Estonia.
Nó nằm ở phía đông Estonia và tiếp giáp với các hạt Põlva, Valga, Viljandi và Jõgeva.
Diện tích của hạt Tartu là 2.992,74 km², chiếm 6,9% diện tích lãnh thổ Estonia. Tính đến tháng 1 năm 2013 hạt Tartu có dân số 150.139 người – chiếm 11,6% tổng dân số Estonia. Thành phố Tartu là trung tâm của hạt cách thủ đô Tallinn 186 km.

## Khu tự quản

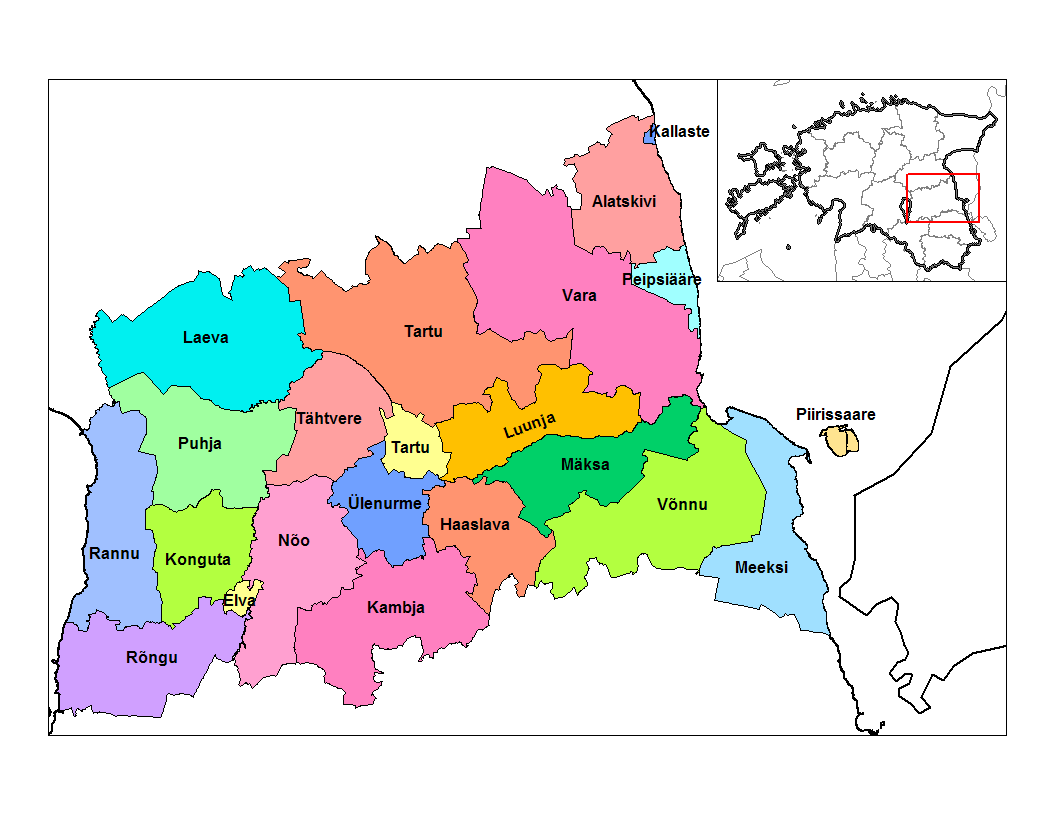
Các khu tự quản của hạt Tartu

Hạt được chia thành các khu tự quản. Có 3 khu tự quản thành thị (tiếng Estonia: linn) và 19 khu tự quản nông thôn (tiếng Estonia: vald) ở hạt Tartu.
Khu tự quản thành thị:
- Elva
- Kallaste
- Tartu

Khu tự quản nông thôn:
- Alatskivi
- Haaslava
- Kambja
- Konguta
- Laeva
- Luunja
- Meeksi
- Mäksa
- Nõo
- Peipsiääre
- Piirissaare
- Puhja
- Rannu
- Rõngu
- Tartu
- Tähtvere
- Vara
- Võnnu
- Ülenurme

## Hình ảnh

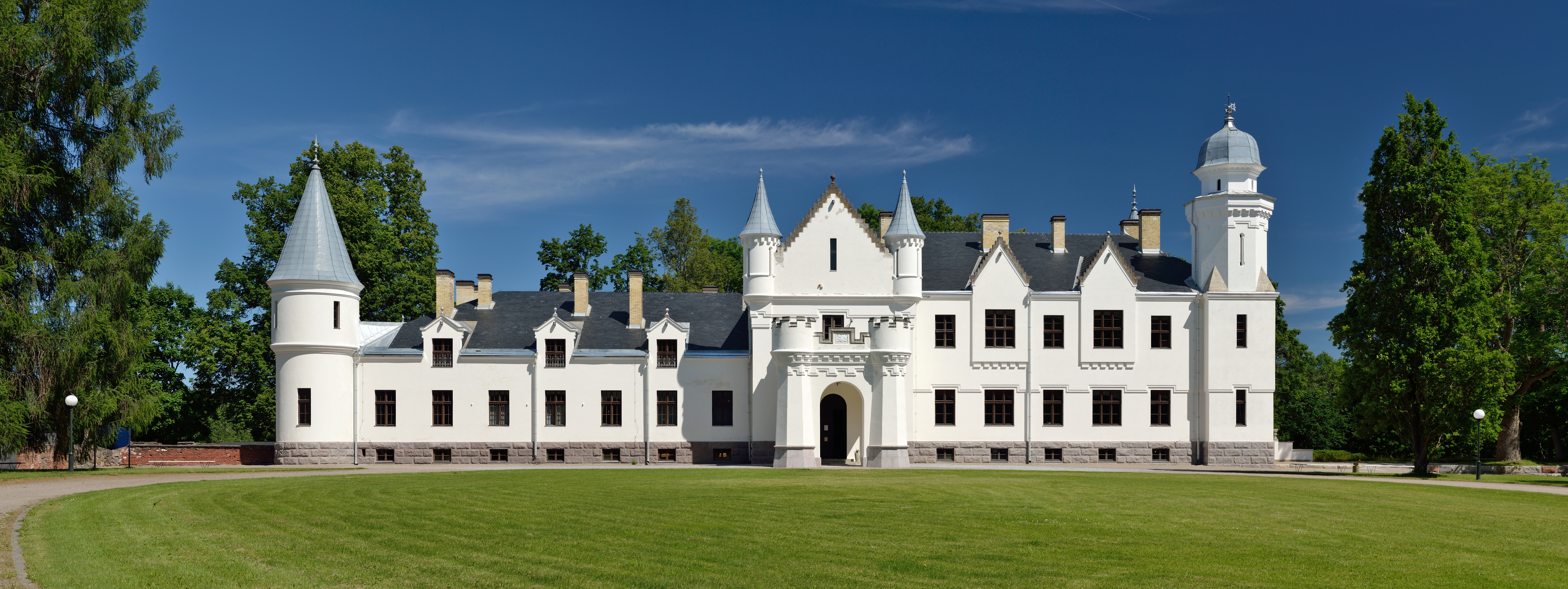
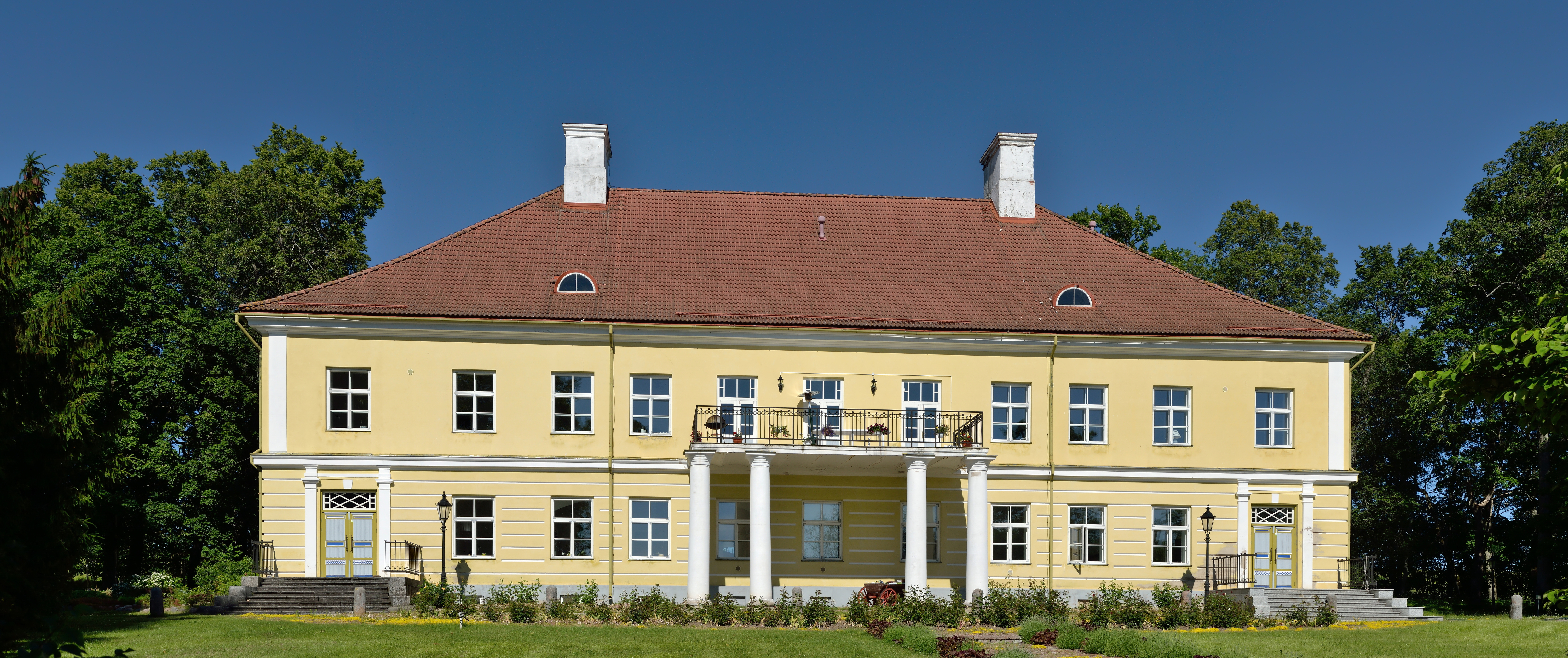
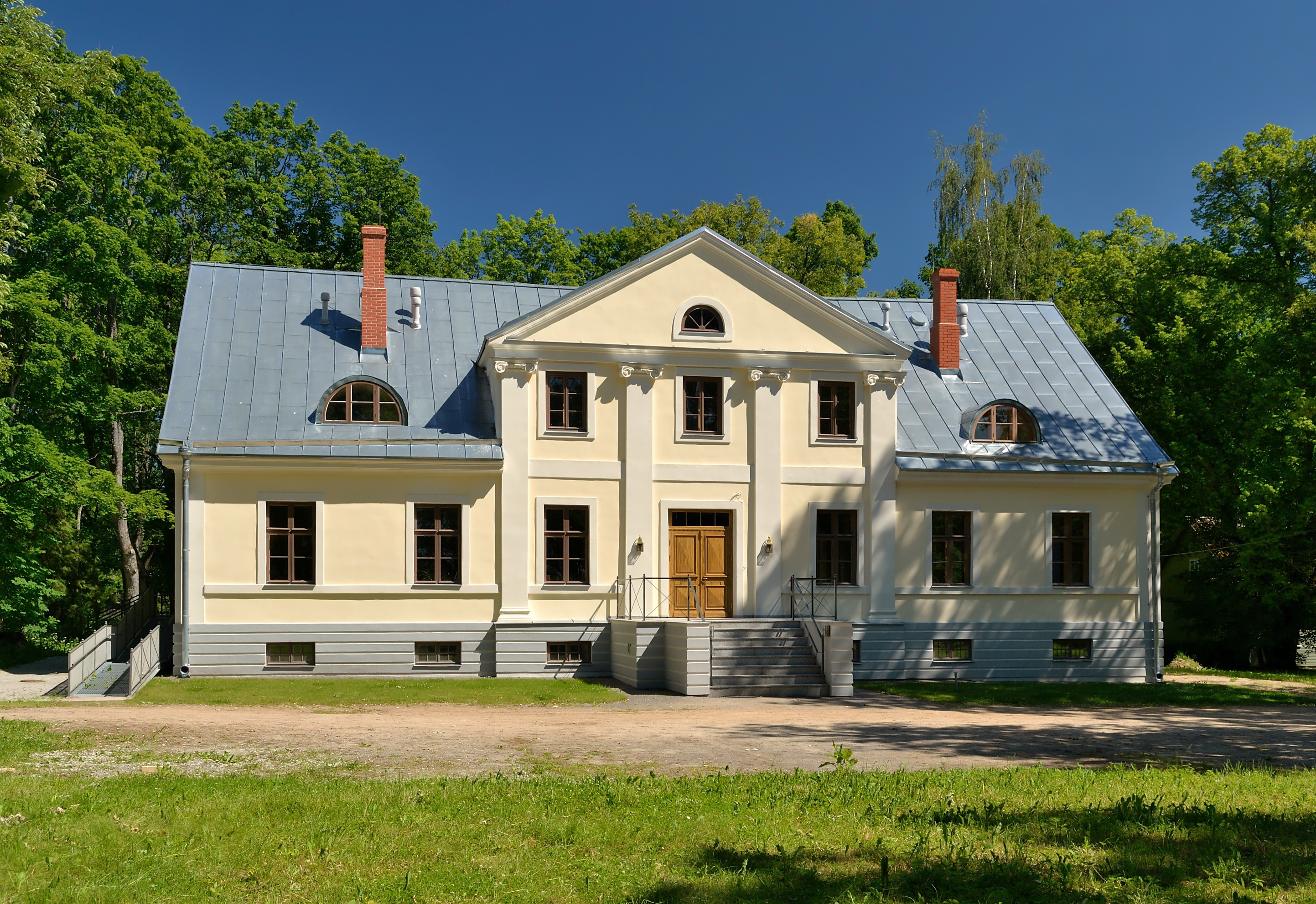
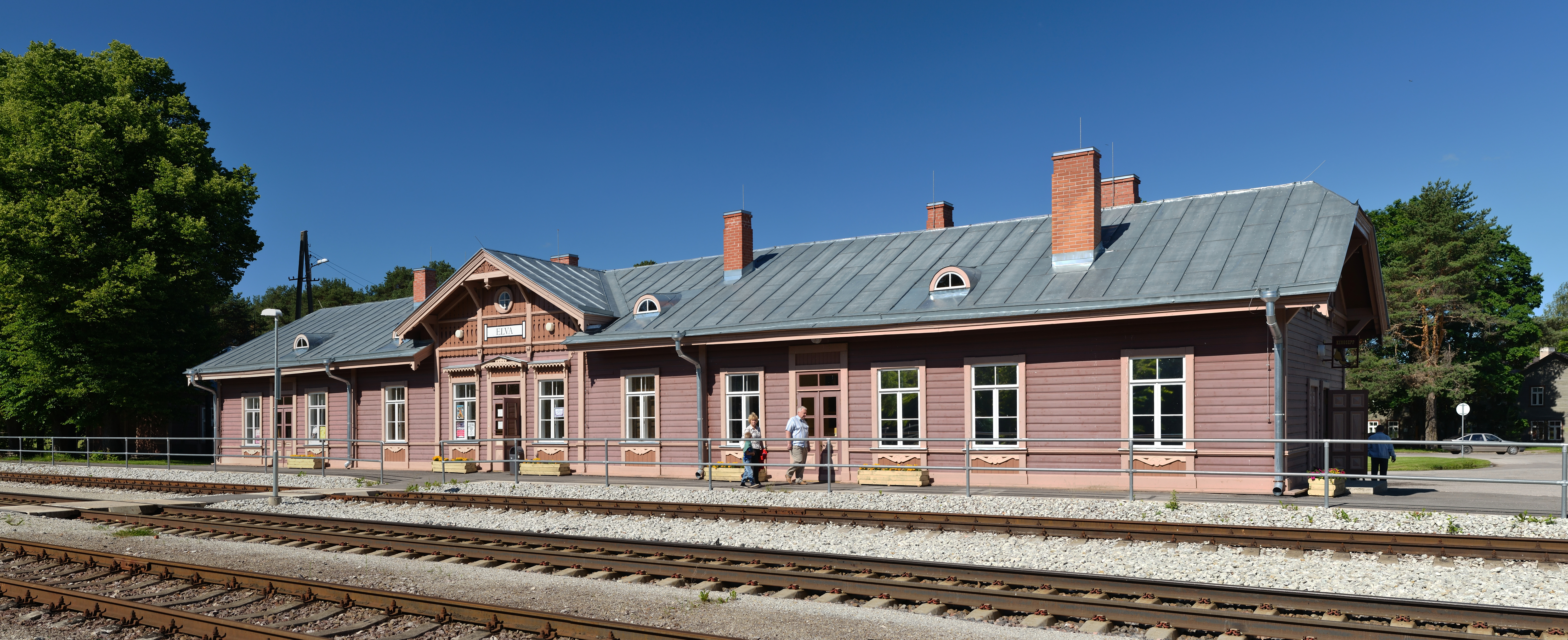